# Montaña Clara
Montaña Clara és una illa d'origen volcànic de la província de Las Palmas, a la Comunitat Autònoma de Canàries i al nord de La Graciosa. Forma part de l'arxipèlag Chinijo, juntament amb les illes de La Graciosa, Alegranza, Roque del Este i Roque del Oeste. Té una superfície d'1,12 quilòmetres quadrats i una altura màxima de 256 metres a La Caldera.
Montaña Clara és un exemple d'hidrovulcanisme. A les erupcions volcàniques el magma entra en contacte amb l'aigua i aquesta passa a estat gasós, contribuint a augmentar la pressió sobre les parets de la xemeneia del volcà creant grans explosions.